# Gontchomé Sahoulba
Gontchomé Sahoulba, né le 16 octobre 1916 à Léré dans le Mayo-Kebbi au sud du Tchad et décédé le 3 novembre 1963, est un homme politique tchadien qui joue un rôle important lors de la décolonisation au Tchad.

## Biographie
Né le 16 octobre 1916 à Léré au sud du Tchad, Sahoulba est un chef Moundang du Mayo-Kebbi, dans ce qui était alors la colonie française du Tchad. Il a été sénateur du Tchad de 1951 à 1959 et aussi plusieurs fois ministre.